# Марвен Торвік
Марвен Грегорі Едвард Торвік (фр. Marvin Grégory Edward Torvic, нар. 5 січня 1988) — гвіанський футболіст, захисник клубу «Етуаль» (Матурі) та збірної Французької Гвіани.

## Клубна кар'єра
Марвен Торвік розпочав займатися футболом під час навчання у США. У 2010 році Торвік став гравцем «Лор'ян B», а наступного року він повертається до Французької Гвіани, де стає гравцем клубу «Сіннамарі». У 2013 році Марвен Торвік стає гравцем фінського клубу «ПС Кемі», а за рік стає гравцем німецького нижчолігового клубу «Розенгайм». У 2015 році повертається до Французької Гвіани, де до кінця 2016 року грає у клубі «Матурі». На початку 2017 року Торвік стає гравцем нижчолігового італійського клубу «Кампобассо», втім за півроку повертається до Французької Гвіани, де стає гравцем клубу «Етуаль» (Матурі).

## Виступи за збірну
Марвен Торвік з 2012 року грає у складі збірної Французької Гвіани. У складі збірної був учасником розіграшу Золотого кубка КОНКАКАФ 2017 року у США. Усього в складі збірної на початок 2021 року зіграв 31 матч, у якому відзначився 1 забитим м'ячем.